# رون إليوت
رون إليوت هو سياسي كندي، ولد في 1953. حزبياً، نشط في حكومة توافقية.